# 南马迪
南马迪是缅甸克钦邦莫寧縣莫冈镇区下辖的一个镇。该镇是缅甸少数民族地方武装的活跃区域。缅甸时间2018年5月15日，马岩和南马迪火车站之间的第681号铁路桥被蓄意炸毁，缅甸国防军宣布此次破坏行动系克钦独立军所为。